# Franz-Josef Dickhut

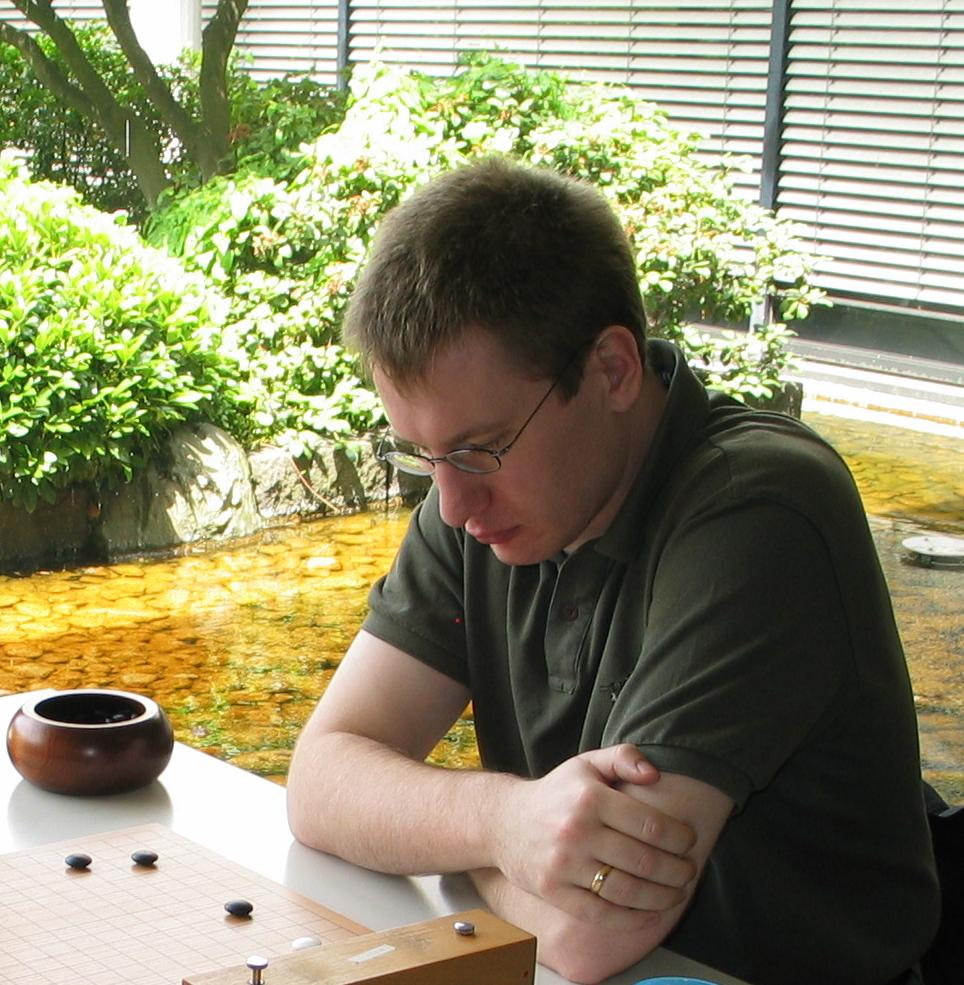
Franz-Josef Dickhut, 6. Dan

Franz-Josef Dickhut (* 24. Januar 1969 in Salzkotten, Westfalen) ist 6. Dan und war 11 Mal Deutscher Meister im asiatischen Brettspiel Go. 

## Leben
Franz-Josef Dickhut wuchs im Dorf Hörste, das zu Lippstadt gehört, auf und lernte das Go-Spiel 1984 im Alter von 15 Jahren im Rahmen einer Projektwoche und einer Arbeitsgemeinschaft am Ostendorf-Gymnasium in Lippstadt kennen. Danach nahm er an zahlreichen Turnieren teil und wurde 1986 in Oldenburg Deutscher Go Jugendmeister. Er studierte von 1988 bis 1993 Chemie an der Universität Bielefeld und von 1993 bis 2000 Koreanistik an der Ruhr-Universität Bochum, davon ein Jahr Stipendium an der Seoul-Universität in Südkorea. Von 2001 bis 2015 arbeitete er in Deutschland für die koreanische Firma LG Display. Er wohnt in Lippstadt.
1992 war er erstmals Deutscher Meister im Go. In den vierzehn Jahren von 1999 bis 2012 konnte er weitere zehn Mal diesen Titel gewinnen. 1998 und 2000 war er Vize-Europameister. Zwischen 1994 und 2008 vertrat er vier Mal Deutschland während der Amateurweltmeisterschaft in Japan. 2005 erreichte er dort als Fünfter die beste je von einem Deutschen erzielte Platzierung. Von 2016 bis 2017 betreute er als Teamleiter das Jugendteam des Deutschen Go-Bundes.
Seit Anfang 2021 betreibt Dickhut den Youtube-Kanal JuppTube, in dem er eigene und fremde Go-Partien zeigt, über die Go-Bundesliga berichtet sowie Livekommentare zu deutschen Meisterschaften und Team-EMs gibt. Außerdem hat er dort eine Reihe von Videos für Anfänger und leicht fortgeschrittene Einsteiger erstellt.